# Temple (canção)
Temple é uma canção da banda americana de indie rock Kings of Leon, emitido como o terceiro single do sexto álbum da banda intitulado Mechanical Bull.

## Recepcão Crítica
A canção recebeu uma recepção crítica positiva. Simon Harper da revista UK Magazine fez uma comparação positiva com sa canções do trabalho do The Cure. Leonie Cooper, da NME, enquanto ter dado ao álbum uma classificação mediana, em destaque a música como sendo "a melhor coisa [que a banda tem] escrita em cinco anos".

## Performances ao vivo
A banda fez uma performance da canção em Jimmy Kimmel Live! Late Night with Jimmy Fallon
e no Saturday Night Live.

## Paradas musicais
| Gráfico (2013-14)                                  | Pico posição |
| -------------------------------------------------- | ------------ |
| Bélgica (Ultratip Bubbling Under de Flandres)      | 48           |
| Canadá (Canadian Hot 100)                          | 86           |
| Canadá (Billboard Rock)                            | 1            |
| Irlanda (IRMA)                                     | 64           |
| UK Singles (The Official Charts Company)           | 153          |
| Estados Unidos (Billboard Rock Airplay)            | 19           |
| Estados Unidos (Billboard Adult Alternative Songs) | 18           |
| Estados Unidos (Billboard Alternative Airplay)     | 20           |
| Estados Unidos (Billboard Mainstream Rock)         | 29           |

## Histórico de lançamento
| Região         | Data                  | Formato                       | Gravadora   |
| -------------- | --------------------- | ----------------------------- | ----------- |
| United States  | October 14, 2013      | Active rock radio             | RCA Records |
| United States  | October 14, 2013      | Adult album alternative radio | RCA Records |
| United States  | 15 de Outubro de 2013 | Modern rock radio             | RCA Records |
| United Kingdom | 7 de Abril de 2014    | Contemporary hit radio        | RCA Records |